# 片桐恒男
片桐 恒男（かたぎり つねお、1896年5月5日 - 没年不詳）は、日本の俳優である。本名は片桐 經男（読み同じ）。旧芸名は片桐 六朗（かたぎり ろくろう）、片桐 六郎のほか、片桐 恒雄、片桐 恒夫、片桐 常男、片桐 常雄と表記に揺れがある。帝国キネマ、新興キネマなどで活躍した名悪役の一人である。

## 来歴・人物
1896年5月5日、東京府下（現在の東京都）に生まれる。
中学校卒業後、徴兵検査を受験するも不合格となり、俳優に転向して新派の井上正夫一座に加入する。次いで山崎長之輔一座から村田正雄一座の幹部となり、1921年には片桐恒男一座を組織して各地を巡業したが、1925年に舞台を退く。同年12月、帝国キネマに入社して、多数の作品に出演する。中でも1926年に公開された後藤秋声監督映画『慈悲心中ヶ丘』では、鹿児島に潜入した刀鍛冶、実は官軍の間諜・白川左近大佐という大役を演じている。1936年、極東キネマに移籍し、芸名も片桐六朗と改名。しかし1937年、帝国キネマが改称した新興キネマに再び入社した。以後も敵役を中心に引き続き多くの作品に出演した。片桐六郎という芸名で活動していた時期もある。
ところが、1940年に公開された西原孝監督映画『元禄深編笠』を最後に出演作品が途絶え、『日本映画俳優全集 男優篇』など殆どの資料では以後の消息は不明とするが、戦後の1949年、大映京都撮影所が製作した木村恵吾監督映画『大江戸七変化』から再び映画に出演しており、復帰したと思われる。その後、東宝を経て1955年に日活へ入社して多くの作品に出演している。1965年に公開された柳瀬観監督映画『高原のお嬢さん』以降の出演作品が見当たらず、以後の消息は不明である。没年不詳。

## 出演作品
- 孔雀の光 第一篇（1926年、帝キネ小阪） - 多田源右衛門
- 情けの掛縄（1926年、帝キネ小阪） - 伊藤寛斎
- 孔雀の光 第二篇（1926年、帝キネ小阪）
- 大前田と高崎の勇次郎（1926年、帝キネ小阪） - 江尻の藤三
- 影絵の如く 前篇・後篇（1926年、帝キネ小阪） - 渋谷越中
- 悲恋心中ケ丘（1926年、帝キネ小阪）
- 黒手組助六 前篇（1926年、帝キネ小阪） - 幇間造酒八
- 熊野路（1926年、帝キネ小阪）
- 黒手組助六 中篇・後篇（1926年、帝キネ小阪）
- 権八最後の義刃 （1926年、帝キネ小阪）
- 忠僕為助（1927年、帝キネ芦屋）
- 四谷怪談 前後篇（1927年、帝キネ芦屋） - 秋山長兵衛
- 孤島の怪人（1927年、帝キネ）
- 夕立勘五郎（1928年、帝キネ）
- 自暴（1928年、帝キネ） - 横田源吾
- 断腸の剣（1928年、帝キネ）
- 快兇刃 第一篇 暗の声（1928年、帝キネ）
- 小天狗貞蔵（1929年、帝キネ）
- 夜の狼（1929年、帝キネ）
- 花吹雪新八（1929年、帝キネ）
- 刺青奉行（1929年、帝キネ）
- 松山奇談 八百八狸（1929年、帝キネ） - 山口与左衛門
- 伝奇刀葉林 前篇・後篇（1929年、帝キネ） - 海賊鮫島剛右衛門
- 宝剣（1929年、帝キネ）
- 出船の港（1929年、帝キネ）
- 南八郎（1929年、帝キネ）
- 貝殻一平 第一篇（1929年、帝キネ） - 青木鉄生
- 貝殻一平 第二篇（1930年、帝キネ）
- 二人の傀儡（1930年、帝キネ）
- 妖盗綺譚（1930年、百々之助プロ）
- 男一匹度胸の刃（1930年、帝キネ）
- 貝殻一平 第三篇（1930年、帝キネ）
- 忍術浪速行脚（1931年、帝キネ）
- 一心太助（1931年、帝キネ）
- 弥次喜多道中東海道（1931年、帝キネ） - 師範代太田黒平馬
- お岩長屋（1931年、帝キネ太奏） - 荒木田郡衛門
- 笹野名槍伝 折助権三（1931年、新興） - 風早新八郎
- 阿波の十郎兵衛（1931年、新興） - 悪侍鉄川
- 地雷火組（1931年、新興） - 目明かし金六
- 松蔭村雨 江戸篇（1931年、大衆文芸映画） - 鬼の角兵衛
- 御意見番登城（1932年、新興）川勝丹波守
- 身変り紋三 前篇 白虎跳梁（1932年、新興） - 宇津木六之丞
- 身変り紋三 後篇 青竜天上（1932年、新興）
- 戦雲三日月党（1932年、新興） - 播州三日月城主尼子義久
- 花吹雪さむらひ仙太（1932年、新興） - 悪代官田原大学
- 新釈黒田騒動（1932年、新興） - 大久保彦左衛門
- 元禄奴太平記（1932年、新興） - 武芸者大橋又五郎
- 享保旗本くづれ（1932年、新興） - 源六
- 大江戸闇の歌（1932年、新興） - 大仏録兵衛
- 仇討兄弟鑑（1932年、大衆文芸映画） - 石渡弥三郎
- 旅姿水戸中納言（1932年、新興） - 海野権三郎
- 益満休之助（1932年、新興） - 山岡鉄太郎
- 明暗三世相 前篇（1932年、新興） - 中望健之助
- 江戸侠艶録（1932年、新興） - 権田左衛門
- 恋と十手と巾着切（1932年、新興） - 御用聞てつきり鉄五郎
- 剣侠一代男（1932年、新興） - 島田一閑斉
- 鏡山競艶録（1933年、新興） - 大月伝五左
- 妖魔の絵暦（1933年、新興） - 弼場竜三
- 染分振子（1933年、新興） - 跡部三十郎
- 恋慕吹雪（1933年、新興） - 浪人
- 八州侠客陣（1933年、新興） - 飯岡助五郎
- さけぶ雷鳥（1933年、新興） - 駒木根
- 遊侠三下気質（1933年、新興） - 小金井小次郎
- 秋祭深川音頭（1933年、新興） - 太夫元伝吉
- 颱風を突破るもの（1933年、新興） - 小田切
- 弥太五郎懺悔（1933年、新興） - 本庄屋
- ひよどり草紙 後篇（1933年、新興） - 大野治長
- 藤三行状記 前篇・後篇（1934年、新興） - 猪野毛大悦
- 伊達事変（1934年、新興） - 伊東伊十郎
- 魂の影絵（1934年、新興） - 上杉家の家老塩田刑部
- 猿飛薩摩飛脚（1934年、新興） - 黒岩十蔵
- 水戸黄門 前篇・後篇（1934年、新興） - 舞坂の源七
- 仇討妻恋坂（1934年、新興） - 榎本壹岐
- 地獄往来（1934年、新興） - 岩鉄親分
- お江戸春化粧（1935年、新興京都） - 勘定奉行安井肥前守
- 春雪白日夢（1935年、新興京都） - 勘介
- 明治十三年（1935年、新興京都） - 探索日下鉄心
- 黄門漫遊記（1935年、新興京都） - 卜部美岐
- 太閤記 藤吉郎走卒の巻（1935年、新興京都） - 佐久間右衛門
- 勝鬨赤鞘晴れ（1936年、極東映画）
- 岩見重太郎（1937年、新興京都） - 広瀬軍蔵
- 異変黒手組（1937年、新興京都） - 同人黒木
- さむらひ音頭（1937年、新興京都） - 水戸浪士山之辺勇
- 幻の白頭巾（1937年、新興京都） - 連発銃の名人鷹口逸平
- 吉田御殿（1937年、新興京都） - 表門役人田中重左衛門
- 南風薩摩歌（1937年、新興京都） - 薩摩の士官吉田猛
- 鬼傑白頭巾（1937年、新興京都） - 林田十兵衛
- 女賊と捕手（1937年、新興京都） - 軍学者別木庄左衛門
- 八幡船隊（1937年、新興京都） - 樋口源内
- 岡野金右衛門（1937年、新興京都） - 堀部安兵衛
- 猿飛旅日記（1937年、新興京都） - 大場左源太
- 仇討彦山権現（1938年、新興京都） - 毛利家の臣春景藤蔵
- 血煙三田山（1938年、新興京都） - 三田銅山奉行鈴木源之進
- 剣豪荒木又右衛門（1938年、新興京都） - 星合団四郎
- 恋愛剣法（1938年、新興京都） - 塚原五郎兵衛
- 疾風白頭巾（1938年、新興京都） - 安藤九郎右衛門
- 柳生旅日記（1938年、新興京都） - 熊手源内
- 薩摩飛脚（1938年、新興京都） - 是枝晋作
- 振袖若衆（1938年、新興京都） - 旗本朱鞘組大河内左膳
- 宮本武蔵（1938年、新興京都） - 沼津の町道場主白倉伝五右衛門
- 肥後の駒下駄（1938年、新興京都） - 春日井新十郎
- 富士川の血煙（1939年、新興京都） - 勝蔵の乾分
- 元禄女大名（1939年、新興京都） - 金時金右衛門
- 塚原武勇伝（1939年、新興京都） - 海賊飛竜丸
- 女自来也（1939年、新興京都） - 平山三五郎
- 忠孝小笠原狐（1939年、新興京都） - 細井武平
- 阿波狸合戦（1939年、新興京都） - 屋島の八兵衛
- 足軽女夫鑑（1939年、新興京都） - 有村治郎左衛門
- 山内一豊の妻（1939年、新興京都） - 黒田長政
- お江戸奴侍（1939年、新興京都） - 安井広右衛門
- 妻恋信州城（1939年、新興京都） - 小田井八
- 姫君大納言（1939年、新興京都） - 青貝三十郎
- 文福茶釜（1939年、新興京都） - 金谷見山
- 長脇差団十郎（1939年、新興京都） - 用心棒与太夫
- 隠密姫（1939年、新興京都） - 坂部三十郎
- 木村長門守（1940年、新興京都） - 塙団右衛門
- 旗岡巡査（1940年、新興京都） - 署長
- 花嫁十三夜（1940年、新興京都） - 浪人強盗黒沼伝兵衛
- 花暦八笑人（1940年、新興京都） - 殴られた武士
- 元禄だんだら染（1940年、新興京都） - 清水一角
- からくり蝶（1940年、新興京都） - 天堂角文進
- 秋葉の火祭（1940年、新興京都） - 神沢小五郎
- 細川血達磨（1940年、新興京都） - 公儀の隠密伊南図書
- 流れ星（1940年、新興京都） - 長島平九郎
- 風雲越後城（1940年、新興京都） - 大原源右衛門
- 元禄深編笠（1940年、新興京都） - 金井主膳
- 大江戸七変化（1949年、大映京都）硲の家臣
- 透明人間現わる（1949年、大映東京） - 山下実
- 唐手三四郎（1951年、児井プロ） - 現場監督田中
- 戦国無頼（1952年、東宝）
- 生きる（1952年、東宝） - 教育課児童福祉係職員
- 一等社員 三等重役兄弟篇（1953年、東宝）
- 総理大臣の恋文（1953年、東宝） - 花井選対委員長
- 悲劇の将軍 山下泰文（1953年、東映東京） - 比島政府要人
- 旅はそよ風（1953年、宝塚映画） - 大和屋の番頭久六
- 金さん捕物帖 謎の人形師（1953年、東宝） - 早瀬辰馬
- 天晴れ一番手柄 青春銭形平次（1953年、東宝） - 小田切伊豆守
- 太平洋の鷲（1953年、東宝） - 軍務局長[3]
- 愛人（1953年、東宝） - ホールの客
- さらばラバウル（1954年、東宝）
- 七人の侍（1954年、東宝） - 百姓B
- かくて自由の鐘は鳴る 福澤諭吉傳（1954年、東宝） - 一馬の父寿太夫
- 沓掛時次郎（1954年、日活） - 越後屋孫右衛門
- からたちの花（1954年、日活） - 信子の父
- 愛のお荷物（1955年、日活）
- 快傑耶茶坊 前篇 流血島の鬼（1956年、日活） - 耶太加那
- 快傑耶茶坊 後篇　絶海の死闘（1956年、日活） - 耶太加那
- 燃ゆる黒帯 花の高校生（1956年、日活） - 校長
- しあわせはどこに（1956年、日活） - 試験官A
- 花の運河（1956年、日活） - 内海代議士
- 隣の嫁（1956年、日活） - 父
- 青い怒涛（1956年、日活） - 市立病院院長
- 川上哲治物語 背番号16（1957年、日活） - 校長
- 孤独の人（1957年、日活） - 老支配人
- おばこ船頭さん（1957年、日活） - 源助
- 十代の恋よさようなら（1958年、日活） - 工場主
- どうせ拾った恋だもの（1958年、日活） - 高野院長
- ギターを持った渡り鳥（1959年、日活） - スベニヤショップ店主
- あじさいの歌（1960年、日活） - 八坂先生
- 青い芽の素顔（1961年、日活） - 細川
- 泥だらけの純情（1963年、日活）
- 関東遊侠伝（1963年、日活）
- 灼熱の椅子（1963年、日活） - 倉庫番
- 男の紋章 花と長脇差（1964年、日活） - 清源寺の和尚
- 北国の街（1965年、日活） - 守衛
- 高原のお嬢さん（1965年、日活） - 吾一